# 上川離宮

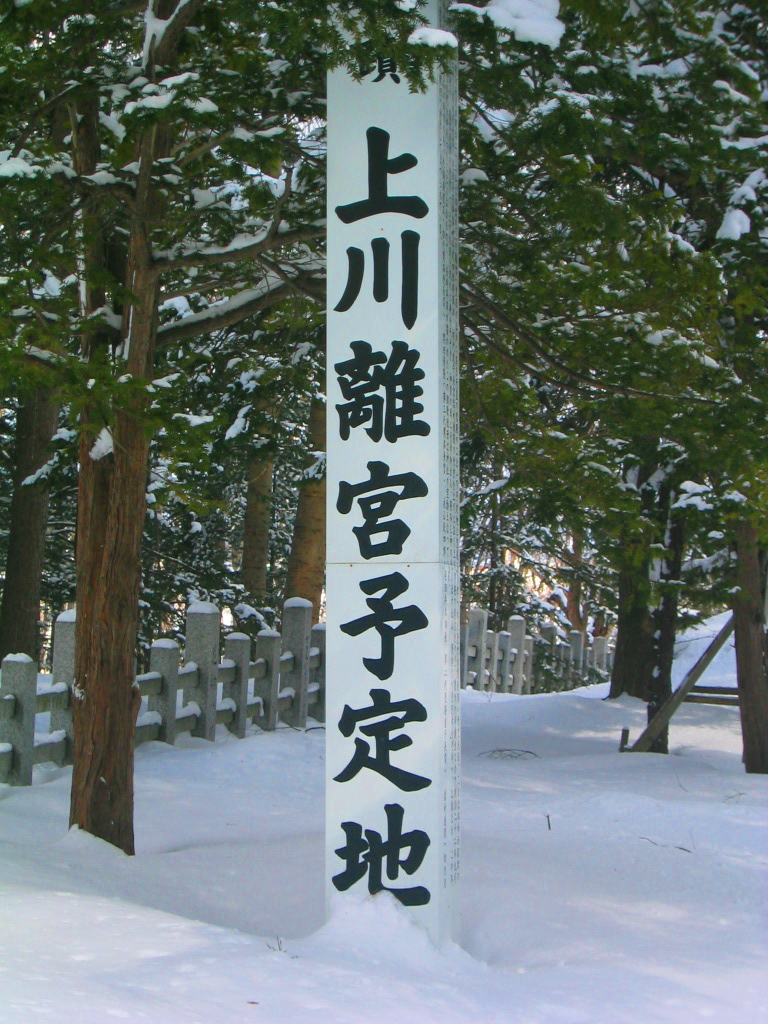
上川離宮予定地（現上川神社敷地）

上川離宮（かみかわりきゅう）は、明治時代中期（19世紀末）に当時の北海道上川郡旭川村（現旭川市）への誘致が検討されていた離宮の名称。離宮だけでなく、西京＝京都、南都＝奈良、東都＝東京などと同様に、上川郡に「北京」を建設するという構想もあった。どちらも実現には至らず構想にとどまった。

## 経緯
役職はいずれも当時のもの。
- 1869年（明治2年）：
  - 松浦武四郎（開拓判官）、蝦夷地を北海道に改称。
  - 国・郡の行政区画が北海道にも設定され、現在の旭川一帯が上川郡（石狩国）となる。
- 1872年（明治5年）：岩村通俊（開拓判官）、当時は未開の地であった上川地方を部下の高畑利宜に視察させる。
- 1882年（明治15年）：岩村通俊（会計検査院長）、上川への北京設置を明治政府に建議。
- 1885年（明治18年）：岩村通俊（司法大輔）、永山武四郎（屯田兵本部長）らを引き連れ、近文山（現旭川市近郊）から上川盆地を初めて視察。直後、上川への北京設置を明治政府に再度建議。
- 1889年（明治22年）
  - 永山武四郎（北海道庁長官）、上川への北京設置を建議。
  - 明治政府が上川への離宮設置を決定。
- 1890年（明治23年）：離宮予定地調査。神楽岡（現旭川市）が候補地となる。
- その後、紆余曲折があり、実現には至らず。
- 1911年（明治44年）：皇太子が北海道へ行啓、離宮予定地にも訪れる。
- 1924年（大正13年）：離宮予定地に上川神社が移設される。

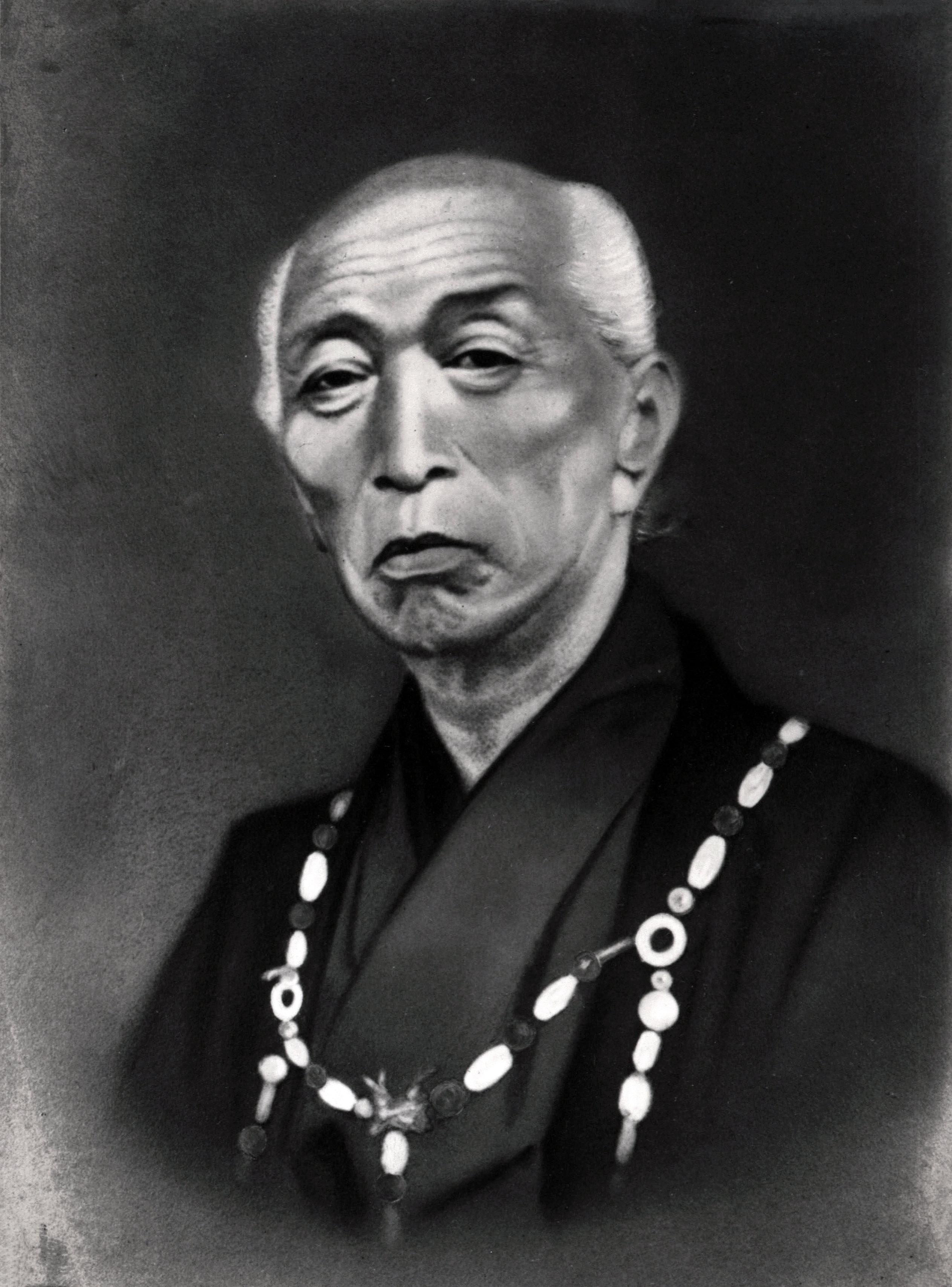
松浦武四郎
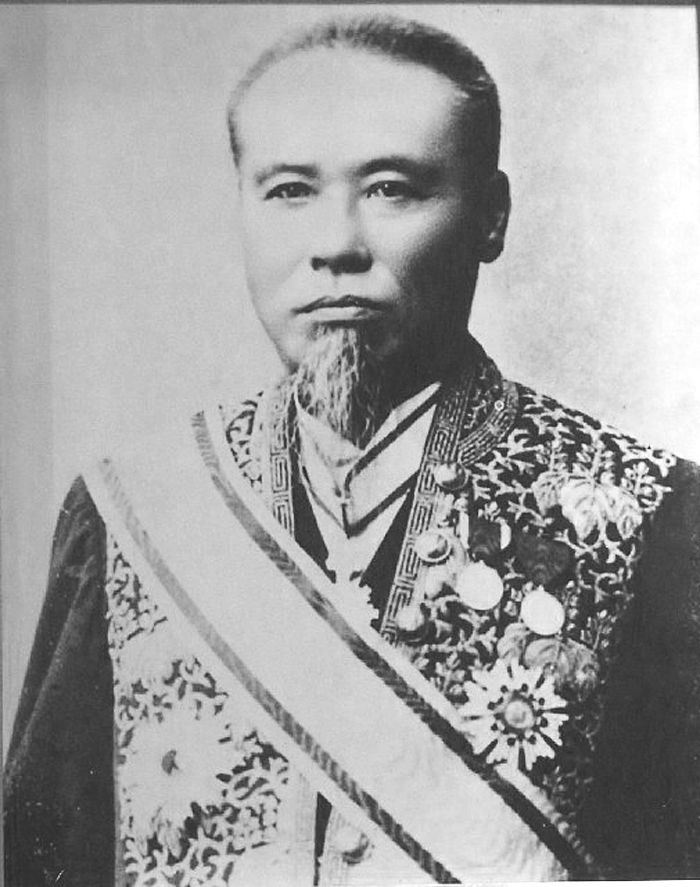
岩村通俊
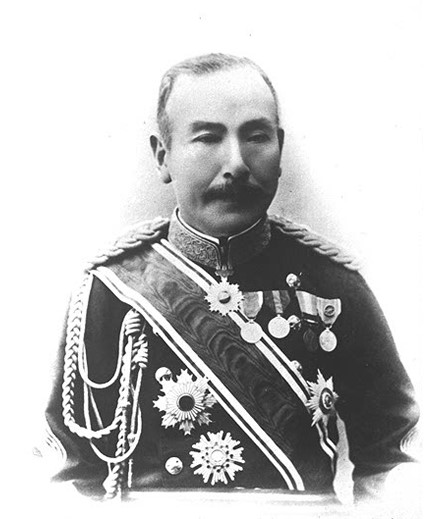
永山武四郎
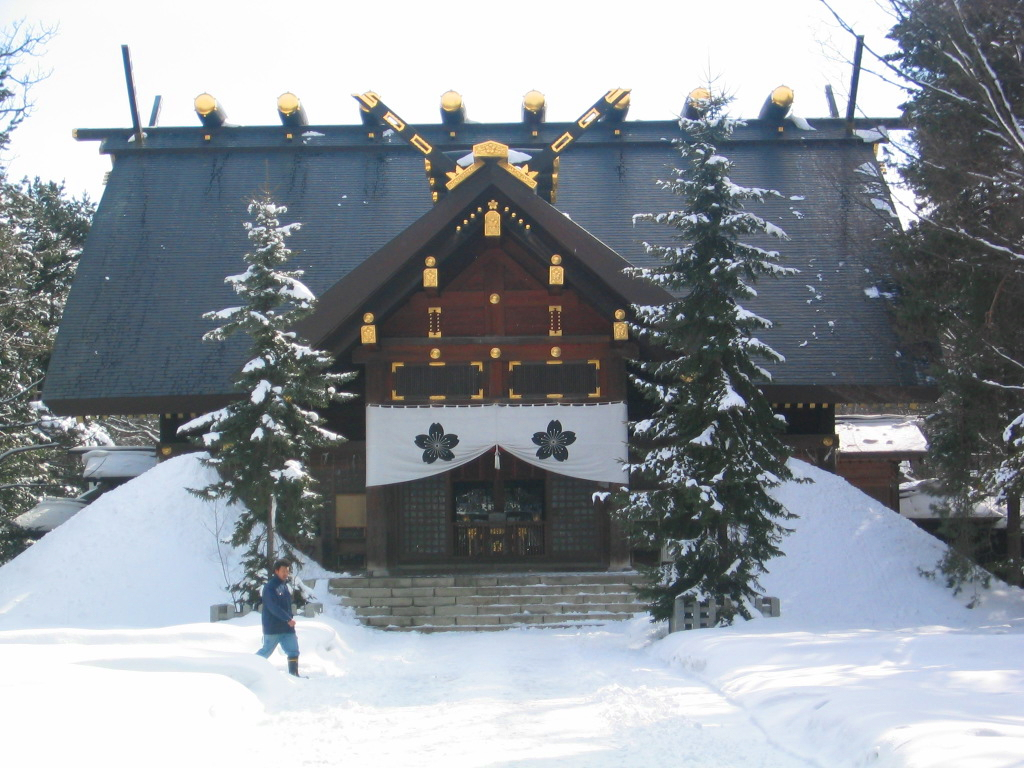
上川神社